# Joseph-Marie Jacquard
Joseph Marie Jacquard (Lyon, 1752 - Oullins, 1834), fransk mekaniker och uppfinnare, välkänd för att ha uppfunnit den automatiska Jacquard-vävstolen, vilket var den första tillämpningen av hålkort och lagrad instruktion.

## Biografi
Jacquard inledde sin karriär inom bokbinderiyrket och deltog under franska revolutionen som underofficer på republikens sida.
Han arbetade i slutet av 1700-talet vid sidenväverier, och utarbetade småningom en vävstol för mönstervävning, som ställdes ut i Paris 1801. 1803 anställdes han vid Conservatoire des arts et métiers på grund av sina uppfinningar, vilka han successivt förbättrade, delvis med impulser från äldre modeller. 1805 anses den berömda Jacquardmaskinen ha varit fullt färdig.
1807 byggde han den första halvautomatiska vävstolen, inspirerad av Jacques de Vaucansons arbete. Genom att förse vävstolen med en hålkortsläsare kunde den programmeras att väva ett visst mönster med minsta möjliga mänskliga inblandning, vilket innebar att en enda vävare kunde utföra ett arbete som tidigare krävde en insats av flera. Införandet av Jacquard-vävstolarna var en utlösande faktor i den industriella revolutionen, vilket gav upphov till såväl stor rikedom för vissa som stora samhälleliga strukturförändringar, och vävstolen orsakade också uppror i vävarskrået, som befarade att stor arbetslöshet skulle drabba dem. Idag finns en staty rest över honom i Lyon, där han betitlas som "vävarnas välgörare".
Redan 1812 fanns 11.000 exemplar av hans maskin i franska fabriker. Maskinen förklarades för statsegendom, och Jacquard hedrades med en statspension.